# محمد سعيد
الشيخ بلقاسم الوناس المشهور باسم محمد السعيد (1945 - 1995) إمام خطيب وداعية ومفكر جزائري ومن مؤسسي رابطة الدعوة الإسلامية.

## نشأته
ولد محمد السعيد في 14 جويلية 1945 بقرية أيت سيدي عثمان بلدية واسيف ولاية تيزي وزو في عائلة محافظة ويعود نسبه إلى الحسن بن علي - رضي الله عنهما - سبط النبي محمد.
التحاق أخيه الحسن بثورة التحرير الجزائرية كان سببا في تشريد عائلته من طرف المستعمر الفرنسي وبذلك التحق ببلدية مولاي لعربي بسعيدة كان يشتغل ببقالة هناك ونظرا لنبغاته كان آنذاك عمره لا يتجاوز 14 سنة يكتب رسائل رد للمجاهدين وكان يقرأ رسائل القادة على المجاهدين هناك، ومات أخوه الحسن مع العقيد عميروش في نواحي سيدي عيسي.
وبعد الاستقلال التحق بالمدرسة الحرة جمعية العلماء المسلمين الجزائريين فكان يدرس نهاراً ويحترف الخياطة ليلاً إلى أن التحق بمهنة التدريس وكان يزاول دراسته وكان يواظب على دروس مالك بن نبي وكذا ندوات نادي الترقي.

## الشيخ وجماعة الطلبة
في مطلع السبعينيات أنشأ بعض تلاميذ المفكر الإسلامي الجزائري (مالك بن نبي)، أول مسجد للطلاب المتدينين في الجامعة الجزائرية. وعرفوا في حينها بجماعة الطلبة، وكانت تحمل فكر الصحوة المعاصرة وتدعو إلى إحياء تراث جمعية العلماء المسلمين الجزائريين، والتركيز على الخصوصية الجزائرية في طرح الحل الإسلامي، مما دفع محفوظ نحناح الذي تزعم جماعة الإخوان المسلمون الجزائريون المرتبطين بالتنظيم الدولي لوصمهم بمسمى (الجزأرة)، الذي تحول فيما بعد إلى لقب لهم رغم رفضهم له.
وكانت تقوم في عموميات فكرها على مزيج من أفكار «الإخوان المسلمون» مع مورثات الصحوة الإسلامية في الجزائر من تراث جمعية العلماء المسلمين، بالإضافة إلى أفكار مالك بن نبي. وكان الشيخ محمد السعيد رئيساً لها بعد احداث الجامعة في الثمنينات الذي سجن على اثرها كثيرا من أعضاء جماعة مسجد الطلبة الذي كان زعيمهم الروحي حينها الشيخ التجاني بوجلخة.

## نشاطه
بعد التحاقه بالجامعة احتك هناك بجماعة الفكر البنابي وأسسوا نواة لحركة فكرية منظمة تحت إشراف الأستاذ بوجلخة وبعد تأسيس مسجد الجامعة كان الشيخ محمد السعيد يلقي ندوات وحلقات داخل الجامعة وبذلك أُكتشفت نباغته وأُتصل به من طرف جمعية مسجد الأرقم وألقى خطبة جمعة سنة 1969 بحضور الشيخ عبد اللطيف سلطاني والذي انبهر لفن الخطابة لديه وبعدها بقي يتناوب على الأرقم والجامعة المركزية جمعة بجمعة بغض النظر عن الندوات والمحاضرات للنخبة بالجامعات والأحياء الجامعية وكذا دروس مسجدية للعامة وفي سنة 1981. ومن أبرز تلك الدروس درسه التاريخي الذي ألقاه بالجامعة المركزية عقب أحداث 1982 والتي قامت بعدها الحكومة الجزائرية باعتقال عدد من قادة الصحوة الإسلامية - من العلماء والدعاة- وقال يومها للشباب: ادعو إلى الله في كل مكان في الطرقات في الحافلات، اسمعوا كلمة الله في كل مكان، وهذا الدرس كلفه سنتين سجنا.
بعد إطلاق سراحه واصل الشيخ دربه في الدعوة بالجزائر خطيبا ومحاضرا ومدرسا وكذا نشاطه منطقة القبائل باللغة البربرية مما كان له دور مهم في الصحوة الإسلامية لتلك المنطقة وفي الانتخابات التشريعية 1991 فيما بعد.
و برز دور الشيخ على الساحة الجزائرية لا سيما في أوساط الصحوة الإسلامية – بعد تأسيس الجبهة الاسلامية للإنقاذ من قبل الشيخ عباسي مدني عام 1989 - فرغم معارضته لفكرة تكوين جبهة الإنقاذ إلا أنه دعى وشجع الناس لانتخابها وانتخاب مشروعها.
-وبعد الانقلاب على الشرعية وتوقيف المسار الانتخابي وواعتقال معظم قادة الجبهة في 1992، كان للشيخ محمد سعيد دور فعال أولاً من خلال تكوين ما يسمى 'خلية الازمة' التي أعادت ترتيب صفوف الجبهة الإسلامية لمواجهة التحديات الجديدة للمرحلة والتي فرضها الانقلاب. وثانياً -و بعد فشل الحل السلمي- في محاولة تهذيب وترشيد العمل المسلح لمقاومة الانقلاب العسكري وحالة القمع والبطش العامة التي سادت البلاد وقتها.. كما كان له دور لا ينسى في التقريب بين الفصائل المجاهدة ولا سيما الجماعة الإسلامية المسلحة والجيش الإسلامي للإنقاذ.. وقد أدى ذلك في نهايته إلى قيام الوحدة بين الفصائل في 1994 وتم نشر شريط فيديو عن الاجتماع النهائي للوحدة ورغم أن أمير الجيش الإسلامي للإنقاذ (مدني مرزاق) رفض ما قام به شيوخ الجهاد (!) ولم يدخل فيها، إلا أن معظم الفصائل دخلت فيها.

## الشيخ ورابطة الدعوة الإسلامية
كان الشيخ محمد السعيد واحدا من مؤسسي «رابطة الدعوة الإسلامية» عام 1988، التي أصبح الشيخ أحمد سحنون رئيساً لها وكانت تضم كلاّ من محفوظ نحناح، وعباسي مدني، وعبد الله جاب الله، وعلي بلحاج،
وكان الهدف من إنشاء الرابطة لتكون بمثابة إطار دعوي يجمع كافة أطياف الحركة الإسلامية لتوجيه العمل الدعوي وتوجيه جهود العاملين بعد توحيدها وتنسيقها لاجتناب التناحر والشقاقات داخل صفوف الحركة الإسلامية.
أما أبرز أهداف رابطة الدعوة فما يلي:
ـ إصلاح العقيدة.
ـ الدعوة إلى الأخلاق الإسلامية.
ـ تحسين الاقتصاد المنهار في الجزائر.
ـ النضال على مستوى الفكر.

## الشيخ وجبهة الإنقاذ الإسلامية
في أواخر الثمانينات بلغت الأزمة الاقتصادية في الجزائر مداها، وانفجر الشعب الجزائري في ثورة تظاهرات عامة عرفت بـ أحداث 5 أكتوبر 1988، وأدرك النظام الجزائري ورئيسه الشاذلي أنه لا بد من إحداث تغير جذري في الأوضاع، فأعلن الشاذلي سنة (1988) سلسلة من الإصلاحات الشاملة كان من أهمها: إنهاء سياسة الحزب الواحد، وإطلاق المسار الديمقراطي وحرية تشكيل الأحزاب السياسية. وهكذا أقبل الجزائريون بحماس على تشكيل الأحزاب وإنشاء الصحف، وازدهرت الحركة السياسية. وكان في طليعة الذين تحركوا بحماس في هذه الفسحة من الحرية، مختلف مكونات الصحوة الإسلامية في الجزائر والتي كانت تشهد ازدهارا مكبوتا منذ أواسط السبعينيات، شأنها في ذلك شأن باقي البلاد العربية والإسلامية التي كانت تشهد صحوة إسلامية عارمة، بعد أن بدأ يتبدى إفلاس سراب الأفكار القومية واليسارية التي ازدهرت خلال الخمسينيات والستينيات. وكان من أوائلهم عباسي مدني وعلي بلحاج حيث أعلنا عن تأسيس تجمع إسلامي لخوض الانتخابات البرلمانية ومن ثم التشريعية، وكان الشيخ محمد السعيد من المعارضين لهذه الفكرة وكان يرى أن التريث في ذلك أفضل، إلى أن تتوحد الصحوة بكافة اتجاهاتها بالإضافة إلى الانتظار إلى أن تتضح الصورة وعدم التسرع وجر الشباب الإسلامي لصدامات مع القوى المسيطرة على زمام السلطة. وقام هو مع الشيخ أحمد سحنون بإعلان موقفهما في بيان مشترك.
رغم أن الشيخ لم يوافق على التأسيس الانفرادي لجبهة الإنقاذ إلا أنه لم يتوان في نصرة إخوانه، فكان يصول ويجول من أجل شحذ الهمم لانتخاب الجبهة الإسلامية والمشروع الإسلامي.
وانظم الشيخ بعد ذلك إلى جبهة الإنقاذ قُبَيْل الانتخابات البلدية بأيام قليلة، والتي عرفتها الجزائر يوم 12 جوان 1990 وقد صرّح بانضمامهم الشيخ عباسي مدني في ٱجتماع الولايات الثالث الذي ٱنعقد بالمكتب الوطني للجبهة الإسلامية للإنقاذ يوم الثلاثاء 1 ماي 1990.
بدأ دور الشيخ السعيد يظهر بعد أن تعرضت قيادات الجبهة للاعتقال فبعد أن اعتقل عباسي مدني وعلي بلحاج في 5 يونيو 1991 إثر صدامات ومظاهرات لا سيما الإضراب المفتوح.
وما تليها من اعتقال عبد القادر حشاني الرئيس المؤقت للجبهة في 22 يناير 1992 الموافق 18 رجب 1412 هـ بتهمة تحريض الجيش على التمرد. ومن ثم إلغاء الانتخابات. ولم يتوقف الحد إلى إلغاء الانتخابات 12 جانفي 1992 بعد أن حققت الجبهة انتصاراً ساحقاً في الجولة الأولى منها - بل تعداه إلى حل الجبهة في - 9 فبراير 1992 - ومنعها من ممارسة الحياة السياسية.
ففي هذه الفترة لا سيما بعد اعتقال عباسي مدني. ظهر دور محمد السعيد من خلال ما يسمى «خلية الازمة» التي كانت تعمل على ترتب صفوف الجبهة وتنقيتها من بعض العناصر التي استطاع الجنرالات شراءهم !! واستخدامهم لعمل انشقاقات داخلية في الجبهة لإضعافها لا سيما قبيل الانتخابات التشريعية.
وبعد أن تم إلغاء الانتخابات ظهر دور محمد سعيد من خلال محاولاته العديدة لحل تلك الازمة عن طريق الضغط الشعبي. ومنع جر البلاد إلى حرب العصابات - التي حدثت فيما بعد –
وهنا لا بد من الإشارة إلى أن الشيخ كان من أوائل من حذروا مما قد تصل إليه الأحوال في حالة استمرار سياسة القمع أو الانقلاب على إرادة الشعب.
ونجد هذا واضحاً في خطبته التي ألقاها في مسجد السنة بباب الوادي حيث وجه رسالة واضحة إلى العسكر - عندما تم اعتقال عباسي مدني - بقوله: «إنني أمسك بيدي قنبلة مفككة وشيكة الانفجار وساعة أطلقها ستنفجر فساعدوني على تفادي انفجارها». وكان رد الجنرالات عليه هو اعتقاله بعد الخطبة ولم يفرج عليه إلا قبل الانتخابات التشريعية بوقت قليل !!

## الشيخ والجيش الإسلامي للإنقاذ
بعد فشل الحل السلمي في التعامل مع الأزمة التي أحدثها الجنرالات بانقلابهم على إرادة الشعب ونتائج الانتخابات. لجئ الشيخ إلى حمل السلاح لاسترداد حق الشعب. فقام هو ومن بقى من شيوخ الجبهة الذين فروا إلى الجبال بتأسيس ما يسمى بالجيش الإسلامي للإنقاذ ليكون الجناح المسلح لجبهة الإنقاذ. وتم تأسيسه لأول الأمر في 1993 وكان له قيادتان إحداهما في شرق الجزائر يطلق عليها «اللجنة العسكرية في الشرق» ترأسها عند تأسيسها مدني مزراق، والثانية غربية يطلق عليها «اللجنة العسكرية في الغرب».
وقد التأمت اللجنتان أواخر سنة 1994 لتنسقا عملهما تحت قيادة مشتركة ونتج عن ذلك المؤتمر تسلم مدني مزراق رئاسة الجيش الإسلامي للإنقاذ.

## الوحدة مع الجماعة الإسلامية المسلحة
في عام 1994 بثت الجماعة المسلحة فيديو يظهر فيه محمد سعيد وعبد الرزاق رجّام وغيرهما من الجبهة يبايعون قائد الجماعة الإسلامية المسلحة. وكان الشيخ متفائلاً فرحاً بوحدة الفصائل المقاتلة تحت راية واحدة.
وقد تبع تلك البيعة – بالرغم من رفض أمير الجيش الإسلامي للإنقاذ مدني مرزاق الانضمام لها - انضمام عشرات الفصائل والجماعات الثانوية من مشرق الجزائر وغربه وولايات الوسط دخلت الوحدة وصارت الجماعة الإسلامية المسلحة تمثل أكثر من (95%) من المسلحين الذي صار عددهم بعشرات الآلاف مع حلول 1994 كما قيل.

## وفاته
استمر الشيخ في منهجه في التقريب بين التيارات الإسلامية إلى أن قتل عام 1995 على يد بعض أفراد الجماعة الإسلامية المسلحة – بعد انحرافها عن منهجها 
في خريف 1995 نشرت وسائل الإعلام خبر مقتل محمد السعيد من طرف الجماعة الإسلامية المسلحة، وكان خبر مقتله مقتضبا (قتل محمد السعيد من طرف جمال زيتوني في جبال الشريعة، بولاية البليدة)) دون أي تفاصيل أخرى، في حين، نشرت الجماعة الإسلامية المسلحة بيانا وقعه أميرها الوطني جمال زيتوني، قالت فيه أن (المجاهد محمد السعيد استشهد في معركة مع الطاغوت بمحاذاة الأربع طرق، في العيساوية، قرب تابلاط، بولاية المدية) ونعته الجماعة بحرارة وتوعدت بالانتقام لمقتله
وقع خبر اغتيال محمد السعيد كالصاعقة على رؤوس أبناء الصحوة الإسلامية داخل وخارج الجزائر لا سيما المسلحين، وسارعت الجماعة الإسلامية المسلحة - في أول الأمر - إلى اتهام الجيش الجزائري بأنه وراء اغتيال الشيخ. حيث قالت في بيانها «المجاهد محمد السعيد استشهد في معركة مع الطاغوت بمحاذاة الأربع طرق، في العيساوية، قرب تابلاط، بولاية المدية» وأصدرت مجلة «الأنصار» اللندنية - الناطقة باسم الجماعة المسلحة - بياناً ترحمت فيه على الشيوخ الشهداء وأثنت عليهم. بينما ردت عليها قيادات الجبهة في الخارج بأن الجماعة هي من قامت باغتيال الشيخ. ولم تمض سوى أيام قليلة لتصدر الجماعة بياناً آخر تبنت فيه الجماعة قتل الشيخ سعيد ومن معه.
يقول الشيخ أبو مصعب السوري – في شهادته - : بعد ذلك بفترة وجيزة فاجأت الجماعة نشرة الأنصار بإرسال بيان تتبنى فيه قتل الشيخ (محمد السعيد) ورفاقه !! وزعمت أنهم كانوا بصدد انقلاب واتصالات بالحكومة للعودة إلى المسار الديمقراطي، وتهم أخرى في المنهج والبدع..و..و. وطلبوا من نشرة الأنصار نشر بيانهم بحذافيره في الحال. وأنهم سيرسلون إلى لندن تفاصيل محاكمتهم واعترافاتهم لاحقا.
وبعد ذلك زعمت قيادة الجماعة أن الاعترافات فقدت، ولا بد هنا من الإشارة إلى موقف قادة العمل الجهادي في العالم من جريمة قتل الشيخ وهذا الموقف ينقله الشيخ أبو مصعب السوري فيقول: إثر ذلك تنادى وجوه الجهاديين في لندن إلى إجماع أزمة وطوارئ، وحضر الكل.. من كل الطيف الجهادي، كانوا زهاء عشرين رجلا.. وكنت من بينهم، وحضر أبو قتادة الفلسطيني، وأبو الوليد الفلسطيني - وهم من المشرفين على مجلة الأنصار -، وإدارة الأنصار، وممثلون عن جماعة الجهاد المصرية، وكذلك عن الجماعة الليبية المقاتلة وآخرون من تونس والمغرب. وكانت خلاصة الاجتماع الذي أخذ شطر الليل. الإجماع على رفض الفعل والتنديد به بأشد الأساليب وبيان براءة الجهاديين من الموافقة عليه أو العلم به، وأقر المجتمعون اقتراحي بأن أصدر وكذلك أبو قتادة كل منا بيانا ينفي فيه علمه أيضا ويبدي استنكاره للفعل. 
ومع هذا صدرت مجلة الأنصار تؤيد هذا الفعل، مما دفع كثيرا من وجوه المجاهدين في لندن إلى الاستياء من أفعالها. ومما زاد الأمر سوءًا هي الأخبار التي كانت تأتي من الجزائر عن انحراف الجماعة الإسلامية وقيامها بتصفية الكثير من طلبة العلم والشيوخ والمجاهدين لا سيما اتباع الجماعة المقاتلة بليبيا الذين التحقوا بإخوانهم في الجزائر. وتورطها في كثير من المجازر ضد المدنيين الأبرياء في الريف.
وليس هذا مجال مناقشة الجماعة الإسلامية وانحرافها وسبب هذا الانحراف.
المهم أن قتل الشيخ كان جزءًا من مشهد للمذابح التي حدثت بعد ذلك على يد الجماعة والتي إلى اليوم لا يعرف سببها هل هو عبارة عن اختراق من قبل جهاز المخابرات الجزائري أم استغلال جهل المقاتلين من قبل الجيش الجزائري وتمرير أفكار الخوارج والتكفير إليهم أم هو مزيج بين الحالتين..
وروى أبو مصعب السوري عن بعض أصحاب الشيخ ما حدث للشيخ فيقول: ويقول أصحاب (محمد السعيد)، أن شيخهم ومجموعة من كبار إخوانه، قرروا بحكم الانتماء للجماعة، مراجعة جمال زيتوني المدغو أبو عبد الرحمان أمين أمير الجماعة الإسلامية المسلحة فيما يجري من انحرافات، ورغم نصيحة إخوانه وخوف الغدر عليه، أصر على محاولة الإصلاح وذهب، ودار حوار طويل عنيف، ارتحل بعده (السعيد) ومن معه لينصب لهم مجموعة من العناصر التابعة (لأمين) كمينا ويقتلونهم غدرا، ثم ليتهموهم فيما بعد بالمؤامرة على الجماعة ومحاولة الاتصال بالدولة للعودة للمسار الديمقراطي.

## من اقواله
- نقله عنه أحد تلامذته قوله: إننا نعيش نهضة فقهية كبيرة ولكنها عرجاء تسير على قدم واحدة لأنها تفتقر إلى الأخلاق.
- ومن اقواله أيضاً: «إما جبهة إسلامية أصيلة وإما السجون والمعتقلات»، 
- ومن نصائحه للشباب: ادعو إلى الله في كل مكان في الطرقات في الحافلات، اسمعوا كلمة الله في كل مكان.
- بيان محمد سعيد 1993
إلى الأشقاء والأبناء الذين نذروا أنفسهم لخدمة الإسلام السلام عليكم ورحمة الله وبركاته في العاملين الصادقين المحتسبين لما يصيبهم في سبيل الله ولا يضعفون ولا يستكينون مهما حاصرتهم المحن من كل جانب وتكالب الأعداء ضدهم وتخاذل «الأشقاء» من حولهم.
لا أكاتبكم من أجل التوجيه فانتم والحمد لله في مستوى الثقة في رشدكم وقدرتكم على مواجهة الظرف العصيب الذي تجتازه الدعوة الإسلامية الأصيلة النقية الفعالة.
أردت فقط أن أؤدي بعض حق التذكير نحوكم ببعض البديهيات التي لا تخفى على من في مستواكم، ولست بذلك أضيف جديدا إلى رصيدكم من البصر والتجربة.
ان المحنة التي نجتازها نحن وانتم أرادها الله تمحيصا للصفوف تحقيقا لسنته التي لا تتبدل، وهذا كنا قد توقعناه أن يجريه الله في بلادنا خاصة بعد أحداث 5 أكتوبر 1988 التي أفرزت واقعا موروثا عن سنوات لم تنم فيها القيادة الإسلامية نموا طبيعيا، فكان لا بد لسنة الله أن تجري في التاريخ لتنفي الخبث البشري عن أقدس قضية – قضية الإسلام – «وليعلم الله الذين آمنوا ويتخذ منكم شهداء».
1- إن المحنة التي نجتازها نحن وانتم أرادها الله تمحيصا للصفوف تحقيقا لسنته التي لا تتبدل، وهذا كنا قد توقعناه أن يجريه الله في بلادنا خاصة بعد أحداث 5 أكتوبر 1988 التي أفرزت واقعا موروثا عن سنوات لم تنم فيها القيادة الإسلامية نموا طبيعيا، فكان لا بد لسنة الله أن تجري في التاريخ لتنفي الخبث البشري عن أقدس قضية – قضية الإسلام – «وليعلم الله الذين آمنوا ويتخذ منكم شهداء».
2- إن الحملة المسعورة ضدكم على مستوى الإعلام إنما تديرها الجهات التي تعلم بالضبط أين القلاع المحصنة التي جمع الله لها – إن شاء الله – صدق التوجه وحسن الأداء والرفض الجازم لكل بيع وشراء في قضية «لتبلون في أموالكم وأنفسكم». وينبغي أن تواجهوها بصبر وثبات ويقين راسخ بأن الخط الذي سرنا عليه – إذن – كان سويا مادام أعداء المشروع الإسلامي يعادوننا ويعملون على إقصائنا من ميدان الصراع من أجل الإسلام.
3- إن هذه الحملة أرادها الله لتعرف المجتمع بكم وبما وقفتم من مواقف شريفة مجردة إلى جانب الإسلام وقضيته، وهم بهذا – دون شعور منهم – يرسمون للجماهير سهم الاتجاه نحو القيادة الرشيدة التي يعقد عليها الأمل في دفع المشروع الإسلامي قدما.
الشيخ محمد السعيد
4- إن ما يعتبره الأعداء والخصوم مذمة لكم ينشرونها على صفحات الجرائد، هي في الحقيقة مناقب يسجلها التاريخ في سجل فخاركم، لأن مواقفنا كلها مؤصلة، راعينا فيها الجانب الشرعي ومصلحة البلاد على ضوء المعطيات المحلية والعالمية.
و أما ما حدث فهو قدر الله أولا وأخيرا ثم المؤامرة على المشروع الإسلامي تم حبك خيوطها في مخابر الإجرام الحضاري المحلية والعالمية، وهذا لا يمنع أننا سنضطر في ما لنا من نصيب المسؤولية في الوقت المناسب.
5 - إن المحن دائما غالبا ما تعقبها انقسامات بسبب التراشق بالتهم حول تحديد مسؤولية عواقب الأحداث، ولهذا حذار من الإسترسال في النقد غير البناء خاصة في مثل هذا الظرف الدقيق، وعليه فالواجب هو التماسك والثبات على أن يأتي يوم تعقد فيه لقاءات للتقويم ودراسة المسيرة... لاستخلاص الدروس والعبر.
إن العدو يستهدفكم فكونوا على جانب كبير من الحذر والحيطة، لأنه قد تبين له أنكم الصف الوحيد الذي لم يخترقه- بإذن الله- وأنكم يأبى عليكم دينكم ورجولتكم أن تتركوا الإسلام وقضيته إلى السوق. فالأنظمة الجائرة إما أن تأكل من يدها أو تضربك.
6 - إن العدو يستهدفكم فكونوا على جانب كبير من الحذر والحيطة، لأنه قد تبين له أنكم الصف الوحيد الذي لم يخترقه- بإذن الله- وأنكم يأبى عليكم دينكم ورجولتكم أن تتركوا الإسلام وقضيته إلى السوق. فالأنظمة الجائرة إما أن تأكل من يدها أو تضربك.
7 - حافظوا على العمل التربوي مهما كانت الظروف لأنه قد تبين أن الرصيد الاحتياطي الإستراتيجي للدعوة الإسلامية هو ما تخرجه مدارس التربية الأصيلة الفعالة من الرجال الصادقين الأكفاء الذين يهبون عند الفزع ويفسحون الطريق لغيرهم عند الطمع.
8 - فيما يتعلق بالجبهة اعملوا كل ما من شأنه أن يجمع صفها ويضمد جراحها مع ضرورة بقائها على الخط الأصيل الذي سطره الشعب بالتضحيات الجسام بالنفس والنفيس، فإنها أمل الأمة، ولهذا ترون أعداء الإسلام يركزون في حملتهم عليكم إذ تمثلون في نظرهم ضمان استمرارها.
«إن الله مع الذين اتقوا والذين هم محسنون»
محمد السعيد 1993
-

## وصية الشيخ محمد السعيد
بسم الله الرحمان الرحيم
إن العبد لله يشهد أن لا إله إلا الله وأن محمدا رسول الله وأن الجنة حق وأن النار حق وأن الساعة آتية وأن الله يبعث من في القبور.
إني والحمد لله على عقيدة أهل السنة والجماعة على ما كان عليه رسول الله صلى الله عليه وسلم وأصحابه ومن تبعهم بإحسان.
إني أؤمن بأن الإسلام عقيدة وشريعة وآداب وأخلاق، وعلى الأمة أن تقيم حياتها الفردية والجماعية – على مستوى المجتمع والدولة – على أساس ما شرع الله.
إن الاجتهاد فريضة كفائية تطلب به الأمة حاجتها من النظم والتشريعات بشرط ألا يعارض قطعيا من النصوص أو المقاصد.
إن الجهاد فريضة شرعية ماضية إلى يوم القيامة لإقامة شرع الله وحراسة دار الإسلام من العدوان الخارجي أو الطغيان الداخلي.
إن الشورى واجبة فيما لم يرد فيه نص، تسير بها شؤون الأمة في تعيين الحكام واتخاذ القرارات.
أوصيكم بتقوى الله والعمل الصالح وصلة الرحم والأمر بالمعروف والنهي عن المنكر وإقامة شعائر الدين والمساهمة في كل عمل خيري ينفع الأمة دينا ودنيا، وعفوا عن محارم الله، واجتنبوا الكسل فإنه باب من أبواب الفقر، وتعاونوا فيما بينكم على البر والتقوى. وحافظوا على شرفكم فإنه لا حياة لمن لا شرف له.
أوصيكم بتقوى الله والعمل الصالح وصلة الرحم والأمر بالمعروف والنهي عن المنكر وإقامة شعائر الدين والمساهمة في كل عمل خيري ينفع الأمة دينا ودنيا، وعفوا عن محارم الله، واجتنبوا الكسل فإنه باب من أبواب الفقر، وتعاونوا فيما بينكم على البر والتقوى.
و حافظوا على شرفكم فإنه لا حياة لمن لا شرف له.
وفقكم الله لما فيه خيركم وخير الأمة.
و لا تنسونا بالدعاء الصالح، والتمسوا لي المغفرة من الله ثم من كل من أسأت إليه عالما أو جاهلا.
إني قد أخذت على نفسي إلا أنحاز إلى الباطل، وإنما أكتتب دوما في صف الحق والإسلام مهما كلفني من ثمن
و أرجو أن لا تحكموا علي بالإدانة فيما لم تفهموه من مواقفي، فخلوا بيني وبين الغفور الرحيم. فإني قد أخذت على نفسي إلا أنحاز إلى الباطل، وإنما أكتتب دوما في صف الحق والإسلام مهما كلفني من ثمن.
قال تعالى: «وقل اعملوا فسيرى الله عملكم ورسوله والمؤمنون وستردون إلى عالم الغيب والشهادة فينبئكم بما كنتم تعملون»
- هذه وصية العبد لله محمد سعيد بن أرزقي بن أحمد بن مزاري الذي ينتهي نسبه إلى علي بن عثمان الزواوي المنجلاتي إلى الحسن بن علي ما، إلى أبنائه وأقاربه وكل من يقرأها.